# Station Köln-Ehrenfeld
Station Köln-Ehrenfeld (Duits: Bahnhof Köln-Ehrenfeld), is een station in de Duitse stad Keulen. Het station ligt aan de verhoogde spoorlijnen Keulen - Aken, Keulen – Rheydt, Keulen-Ehrenfeld – Bonn en Keulen-Ehrenfeld – Neuss.
Het station heeft een geïntegreerd S-Bahn-station, hier rijden de lijnen S12 (Düren - Keulen - Keulen-Deutz - Hennef) en S13 (Horrem - Keulen - Keulen-Deutz - Luchthaven Keulen-Bonn - Troisdorf) van de S-Bahn Köln. Eén van beide, in onderstaande tabel vermelde, lijnnummers S12 /S 13, of wellicht beide, zou(den) in 2019 of 2020 zijn vernummerd tot S19. Hierover ingewonnen informatie is onduidelijk, want de bronnen zijn met elkaar in tegenspraak. De website van de Deutsche Bahn noemde de lijn op 27 april 2021 S19.
Onder het station bevinden zich een tramhalte en een metrostation van de Stadtbahn van Keulen, op straat rijdt hier lijn 13 en in de metrotunnel eronder de lijnen 3 en 4 van de Stadtbahn.
Van ca. 1950 tot 2000 werd dit station regelmatig gebruikt door de Belgische strijdkrachten in Duitsland die vanaf hier speciale treinen van en naar België lieten rijden. Het station wordt buiten de lijndiensten gebruikt voor speciale treinen in verband met thuiswedstrijden van 1. FC Köln. Tot 2004 stopte hier ook de trein van Keulen naar Venlo.
Het station ligt aan de "Venloer Straße", de oude Romeinse weg van Keulen naar Venlo, de B59.

## Treinverbindingen
| Serie      | Treinsoort                          | Route | Bijzonderheden |
| ---------- | ----------------------------------- | --- | --- |
| NJ 425     | Nightjet (ÖBB)                      | Brussel-Zuid – Brussel-Noord – Luik-Guillemins – Aachen Hbf – Köln-Ehrenfeld – Bonn Hbf – Koblenz Hbf – Mainz Hbf – Frankfurt (Main) Süd – Erfurt Hbf – Halle (Saale) Hbf – Berlin Südkreuz – Berlin Hbf            | Drie keer per week. Trein splitste en combineerde in Mannheim Hbf. Rijdt Brussel – Mannheim samen NJ 40425. Rijdt Mannheim – Berlijn samen met NJ 40469. |
| NJ 40425   | Nightjet (ÖBB)                      | Brussel-Zuid – Brussel-Noord – Luik-Guillemins – Aachen Hbf – Köln-Ehrenfeld – Bonn Hbf – Koblenz Hbf – Mainz Hbf – München Ost – Rosenheim – Salzburg Hbf – Linz Hbf – Sankt Pölten Hbf – Wien Meidling – Wien Hbf | Drie keer per week. Trein splitste en combineerde in Mannheim Hbf. Rijdt Brussel – Mannheim samen met NJ 425. Rijdt Mannheim – Wenen samen met NJ 469.   |
| RE 1 (RRX) | Regional-Express (National Express) | Aachen Hbf – Stolberg (Rheinl) Hbf – Eschweiler Hbf – Düren – Köln-Ehrenfeld – Köln Hbf – Düsseldorf Hbf – Duisburg Hbf – Essen Hbf – Dortmund Hbf – Hamm (Westf)                                                   | NRW-Express |
| RE 8       | Regional-Express (DB Regio NRW)     | Mönchengladbach Hbf – Rheydt Hbf – Grevenbroich – Köln-Ehrenfeld – Köln Hbf – Porz (Rhein) – Bonn-Beuel – Unkel – Koblenz Hbf                                                                                       | Rhein-Erft-Express |
| RE 9       | Regional-Express (DB Regio NRW)     | Aachen Hbf – Stolberg (Rheinl) Hbf – Eschweiler Hbf – Düren – Köln-Ehrenfeld – Köln Hbf – Siegburg/Bonn – Hennef (Sieg) – Eitorf – Siegen                                                                           | Rhein-Sieg-Express |
| RB 27      | Regionalbahn (DB Regio Südwest)     | Mönchengladbach Hbf – Rheydt Hbf – Rommerskirchen – Köln Hbf – Troisdorf – Bonn-Oberkassel – Bad Honnef (Rhein) – Erpel (Rhein) – Koblenz Hbf                                                                       | Rhein-Erft-Bahn |
| RB 38      | Regionalbahn (DB Regio NRW)         | Köln Messe/Deutz – Köln Hbf – Köln-Ehrenfeld – Quadrath-Ichendorf – Bergheim (Erft) – Bedburg (Erft) | Erft-Bahn |
| S 12       | S-Bahn (DB Regio NRW)               | Horrem – Köln-Ehrenfeld – Köln Hbf – Porz-Wahn – Troisdorf – Siegburg/Bonn – Hennef (Sieg) – Eitorf – Au (Sieg) | Dienstregeling S12 geldig vanaf 10-12-2023 |
| S 19       | S-Bahn (DB Regio NRW)               | (Aachen Hbf – ) Düren – Horrem – Köln-Ehrenfeld – Köln Hbf – Köln/Bonn Luchthaven – Troisdorf – Siegburg/Bonn – Hennef (Sieg) – Eitorf – Au (Sieg)                                                                  | Rijdt alleen twee keer per nacht tussen Aachen Hbf en Düren. Dienstregeling S19 geldig vanaf 10-12-2023                                                  |

## StadtbahnLijnen

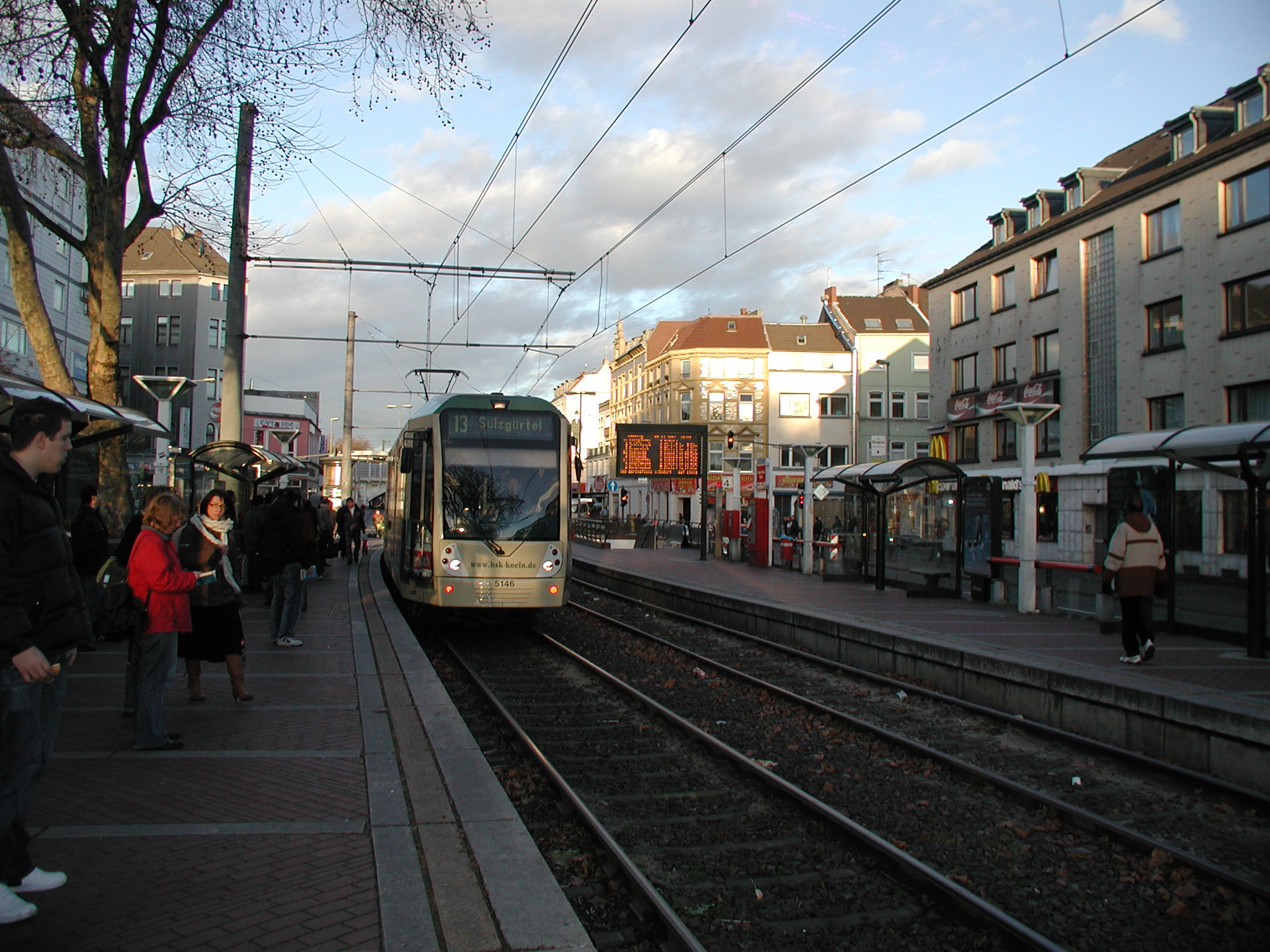
Station Ehrenfeld van de Stadtbahn van Keulen

|    | Route | Lengte  | Gem. snelheid | Afstand tussen haltes |
| -- | --- | ------- | ------------- | --------------------- |
| 3  | Mengenich - Bocklemünd - Bf Ehrenfeld - Bf West - Friesenplatz - Neumarkt - Bf Deutz - Holweide - Thielenbruch Buiten de spits tot Holweide | 21,5 km | 26,3 km/h     | 717 m                 |
| 4  | Bocklemünd - Bickendorf - Bf Ehrenfeld - Bf West - Friesenplatz - Neumarkt - Bf Deutz - Schlebusch 's avonds vanaf Bickendorf               | 21,7 km | 28,3 km/h     | 775 m                 |
| 13 | Sülzgürtel - Gürtel ü. Bf Ehrenfeld − Nippes - Bf Mülheim - Holweide                                                                        | 16,2 km | 29,5 km/h     | 736 m                 |

0.0: Köln Hbf ·
0.8: Köln Hansaring ·
3.7: Köln-Ehrenfeld ·
5.9: Köln-Müngersdorf Technologiepark ·
9.7: Lövenich ·
11.1: Köln-Weiden West ·
13.8: Frechen-Königsdorf ·
18.7: Horrem ·
21.4: Sindorf ·
30.3: Buir ·
35.0: Merzenich ·
39.2: Düren ·
48.9: Langerwehe ·
56.9: Eschweiler Hbf ·
60.3: Stolberg (Rheinl) Hbf ·
64.9: Eilendorf ·
68.2: Aachen-Rothe Erde ·
70.2: Aachen Hbf
0,0: Köln-Ehrenfeld ·
1,7: Köln-Ehrenfeld Gbf ·
5,6: Köln-Bocklemünd ·
11,5: Pulheim ·
15,5: Stommeln ·
20,0: Rommerskirchen ·
24,3: Oekoven ·
27,6: Erftwerk ·
31,3: Grevenbroich ·
35,0: Gubberath ·
38,7: Jüchen ·
41,5: Hochneukirch ·
46,4: Rheydt-Odenkirchen ·
49,4: Rheydt Hbf
Düren ·
Merzenich ·
Buir ·
Sindorf ·
Horrem ·
Frechen-Königsdorf ·
Köln-Weiden West ·
Köln-Lövenich ·
Köln-Müngersdorf Technologiepark ·
Köln-Ehrenfeld ·
Köln Hansaring ·
Köln Hbf ·
Köln Messe/Deutz ·
Köln Trimbornstr ·
Köln Airport Businesspark ·
Köln Steinstraße ·
Porz (Rhein) ·
Porz-Wahn ·
Spich ·
Troisdorf ·
Siegburg/Bonn ·
Hennef (Sieg) ·
Hennef im Siegbogen ·
Blankenberg (Sieg) ·
Merten (Sieg) ·
Eitorf ·
Herchen ·
Dattenfeld ·
Schladern (Sieg) ·
Rosbach (Sieg) ·
Au (Sieg)